# Gunung Amhah
Gunung Amhah är ett berg i Indonesien.   Det ligger i provinsen Aceh, i den västra delen av landet, 1 600 km nordväst om huvudstaden Jakarta. Toppen på Gunung Amhah är 2 357 meter över havet, eller 94 meter över den omgivande terrängen. Bredden vid basen är 2,7 km. Gunung Amhah ingår i Van Daalen Mountains.
Terrängen runt Gunung Amhah är huvudsakligen bergig, men åt nordväst är den kuperad. Trakten runt Gunung Amhah är nära nog obefolkad, med mindre än två invånare per kvadratkilometer. Det finns inga samhällen i närheten. I omgivningarna runt Gunung Amhah växer i huvudsak städsegrön lövskog.